# Søren Johansen
Søren Johansen (født 6. november 1939) er en dansk statistiker og økonometriker, der er kendt for sine bidrag til teorien om kointegration af tidsrækker. Han nævnes ofte som den dansker, der har været tættest på at have modtaget Nobelprisen i økonomi.
Johansen har siden 1989 været professor (i dag professor emeritus) ved Institut for Matematiske Fag, Københavns Universitet. 1996-2001 var han professor i økonometri ved Økonomisk Institut ved European University Institute i Firenze, og i 2007 blev han deltids-ansat som professor i økonometri ved Økonomisk Institut på Københavns Universitet.
I perioden 1990-2000 var Johansen verdens mest citerede økonom. Det skyldtes ikke mindst det frugtbare samarbejde om kointegrationsmetoder med hans kone Katarina Juselius, der også er professor i økonometri ved Økonomisk Institut på Københavns Universitet.
Søren Johansen er medlem af Videnskabernes Selskab.

## Uddannelse
Johansen blev i 1974 dr.phil. med afhandlingen ”The embedding problem for Markov chains”.

## Hæder
- 1967 Guldmedalje ved Københavns Universitet for ”An application of extreme points in probability”
- 1997 Direktør Ib Henriksens Fonds Forskerpris

### Potentiel Nobelpris-kandidat
Søren Johansen nævnes ofte som den dansker, der har været tættest på at have modtaget Nobelprisen i økonomi. Det skyldes, at hans bidrag til de økonometriske metoder har været internationalt banebrydende. "Søren Johansen var ikke så langt fra at få prisen i 2003, da den gik til to amerikanere, nemlig Robert F. Engle og Clive Granger, for noget af det samme. Men eftersom Nobelprisen nu er faldet én gang inden for dette område, er det næppe sandsynligt, at det sker igen i løbet af de næste ti til 20 år," har professor ved Københavns Universitet og tidligere overvismand, Niels Kærgård, således udtalt.

## Udvalgte udgivelser
- Johansen, S. (1988). "Statistical Analysis of Cointegration Vectors". Journal of Economic Dynamics and Control. 12: 231-254.
- Johansen, S. (1996). Likelihood Based Inference on Cointegration in the Vector Autoregressive Model (2nd udgave). Oxford University Press, Oxford.
- Hansen, P. R. and Johansen, S. (1998). Workbook on Cointegration. Oxford University Press, Oxford.{{cite book}}:  CS1-vedligeholdelse: Flere navne: authors list (link)